# Marco Popilio Lenate (console 316 a.C.)
Marco Popilio Lenate (in latino: Marcus Popillius Laenas; fl. IV secolo a.C.) è stato un politico romano della repubblica.

## Biografia
Fu eletto console nel 316 a.C., con il collega Spurio Nauzio Rutilo. I due consoli rimasero a Roma, poiché il comando delle operazioni contro i Sanniti, fu preso dal dittatore Lucio Emilio Mamercino Privernate.